# ديفيد زاكر
ديفيد زاكر (بالإنجليزية: David Zucker)‏ هو مخرج سينمائي أمريكي ولد في 16 أكتوبر 1947 في ميلووكي بولاية ويسكنسن ، متزوج ولديه طفلين، وهو شقيق المخرج جيري زاكر .

## أفلامه
- (2006) Scary Movie 4
- (2003) Scary Movie 3
- (2003) My Boss`s Daughter
- (1998) BASEketball
- (1993) For Goodness Sake
- (1991) The Naked Gun 2½:The Smell Of Fear
- (1988) The Naked Gun:From The Files Of Police Squad!
- (1986) Ruthless People
- (1984) !Top Secret
- (1980) !Airplane

## وصلات خارجية
- ديفيد زاكر على موقع IMDb (الإنجليزية)
- ديفيد زاكر على موقع ألو سيني (الفرنسية)
- ديفيد زاكر على موقع أول موفي (الإنجليزية)
- ديفيد زاكر على موقع بوكس أوفيس موجو (الإنجليزية)
- ديفيد زاكر على موقع قاعدة بيانات الأفلام السويدية (السويدية)
- ديفيد زاكر على موقع إن إن دي بي (الإنجليزية)
- ديفيد زاكر على موقع ديسكوغز (الإنجليزية)
- ديفيد زاكر على موقع قاعدة بيانات الفيلم (الإنجليزية)
- ديفيد زاكر على موقع كينوبويسك (الروسية)
- صفحة ديفيد زاكر في موقع قاعدة بيانات الأفلام على الإنترنت.